# Киреева, Минзада Миргалеевна
Минзада Миргалеевна Киреева (баш. Миңзада Мирғәле ҡыҙы Кирәева; род. 28 октября 1948 года) — актриса Стерлитамакского русского драматического театра. Заслуженная артистка БАССР (1977 г.), Народная артистка БАССР (1991), Заслуженная артистка РФ (1999 г.).

## Биография
Минзада Миргалеевна Киреева родилась 28 октября 1948 года в г. Стерлитамак БАССР.
В 1971 году окончила Казанское театральное училище (педагог В. Г. Остропольский).
С 1971 года работает в Стерлитамакском русском драматическом театре.

## Роли
Лиза Бричкина («А зори здесь тихие…» по одноим. повести Б. Л. Васильева), Люба («Любовь в Старо-Короткино» по повести В. В. Липатова), Валентина («Валентин и Валентина» М. М. Рощина), миссис Пирс («Пигмалион» Б. Шоу), Эбби («Любовь под вязами» Ю. О‘Нила), Агнесса («Жаворонок» Ж. Ануя), леди Торренс («Орфей спускается в ад» Т. Уильямса), Валентина («Прошлым летом в Чулимске» А. В. Вампилова), Гайле («Огонь за пазухой» Г.Кановичюса), Наташа («Наедине со всеми» А. И. Гельмана), Маша («Чайка» А. П. Чехова), Елена («Последняя попытка» М. Н. Задорнова), Паола («Дама без камелий» Т. Реттигена), Она («Я стою у ресторана, замуж поздно, сдохнуть рано» Э. С. Радзинского), Роза («Челядь») , Мирандолина («Трактирщица» К. Гольдони), Незнакомка («Великий обольститель» Г. Крымского), Анна («Маленькие трагедии» А. С. Пушкина), Танкабике («В ночь лунного затмения» М. Карима), Ольга Вальд-Гейм («История одной страсти» по роману В. В. Набокова «Камера-обскура»), Вислоухая («Тринадцатая звезда» В. И. Ольшанского), Елизавета II («Русская народная почта» О. А. Богаева), Миссис Бейкер («Эти свободные бабочки» Л. Герша), Таня («Пока она умирала» Н. М. Птушкиной), Лили-Белл («Странная миссис Сэвидж» Дж. Патрика), Розовая Дама («Оскар и Розовая дама» Э.-Э. Шмитта), Старшая мать («Два письма» М. Карима), Ида («Девичник над вечным покоем» А. Менчелла), Пелагея Зыбкина («Правда-хорошо, а счастье лучше» А. Н. Островского), Ариана Кларенс («Блэз» К. Манье), Фрейлина («Здравствуй, Принцесса!» А. А. Авходеева и Г.Беспальцевой), Мадам де Розмонд («Опасные связи» по роману Шодерло де Лакло.), Вторая безответственная дама («Зойкина квартира» М. А. Булгакова), Старая Кобра («Маугли» по сказке Р. Киплинга), Баба Яга («Аленький цветочек» по сказке С. Т. Аксакова).

## Награды и звания
- Заслуженная артистка РФ (1999 г.)
- Народная артистка БАССР (1991 г.)
- Заслуженная артистка БАССР (1977 г.)